# Hauptdirektion für den Kampf gegen die organisierte Kriminalität
Die Hauptdirektion für den Kampf gegen die organisierte Kriminalität in Bulgarien (bulgarisch Главна дирекция за борба с организираната престъпност; kurz: ГДБОП; Transkription: Glawna direkzija sa borba s organisiranata prestapnost; GDBOP; oft auch nur kurz BOP; bulg. БОП) ist eine spezialisierte Hauptabteilung der Polizei, die zum bulgarischen Innenministerium gehört. Sie ist für die operative Aufklärung und Gegenmaßnahmen gegen die kriminellen Aktivitäten von lokalen und internationalen kriminellen Strukturen zuständig.
Die GDBOP wurde nach der Wende in Bulgarien 1990 geschaffen und aus der bis dahin existierenden Sechsten Abteilung der bulgarischen Staatssicherheit (Komitee für Staatssicherheit) gebildet. Mit der Gründung der Staatliche Agentur für Nationale Sicherheit (DANS / bulg. ДАНС) am 1. Januar 2008 wurde die GDBOP in die DANS integriert und als eigenständige Behörde aufgelöst.

## Strukturen
Die GDBOP wurde nach dem Gesetz über das Innenministerium aus folgenden Vorgängerstrukturen gebildet:
- Nationaler Dienst für den Kampf gegen die organisierte Kriminalität (NSBOP; bulg. Национална служба "Борба с Организираната Престъпност"; kurz: НСБОП)
- den regionalen Unterabteilungen des NSBOP in den Bezirksdirektionen der Polizei (RSBOP; bulg. Регионални Звена за Борба с Организираната Престъпност; bulg. РЗБОП).

## Tätigkeit
Zur Erfüllung seiner Aufgaben führt die GDBOP selbständige Operationen durch oder in Zusammenarbeit mit anderen spezialisierten operativen Strafverfolgungsorganen. Die Arbeit der GDBOP richtet sich gegen die Aktivitäten des organisierten Verbrechens im Zusammenhang mit:
- Eigentum, Zollregime, Geld-, Finanz-, Steuer- und Sicherheitssystemen
- terroristische Aktivitäten
- Korruption
- illegalen Menschenhandel
- illegalen Handel mit Drogen-Pflanzen, Narkotika und ihre Vorprodukte und Analoga
- illegalen Handel mit Sprengstoff, Feuerwaffen, ABC-Waffen, toxischen und chemischen Stoffen, Dual-Use-Gütern oder Technologien
- Computerkriminalität
- intellektuellem Eigentum
- Mitgliedschaft in kriminellen Organisationen, die durch Gewalt oder Androhung von Gewalt Verträge abschließen, aus denen sie Vorteile ziehen
- Organisation oder Teilnahme an Glücksspielen